# Sapintus barbifer
Sapintus barbifer es una especie de coleóptero de la familia Anthicidae.

## Distribución geográfica
Habita en Tailandia.